# Инсаурральде, Кристиан
Кристиан Мануэль Инсаурральде (исп. Cristian Manuel Insaurralde; родился 20 июля 1991 года, Ресистенсия, Аргентина) — аргентинский футболист, нападающий клуба «Кобрелоа».

## Клубная карьера
Инсаурральде — воспитанник клуба «Ривер Плейт». В 2012 году из-за высокой конкуренции Кристиан перешёл в «Кильмес» на правах аренды. 26 августа в матче против «Атлетико Рафаэла» он дебютировал в аргентинской Примере. Летом 2013 года у Инсаурральде истёк контракт с «Ривер Плейтом» и Кристиан на правах свободного агента перешёл в «Спортиво Бельграно». 14 сентября в матче против «Унион Санта-Фе» он дебютировал в Примере B Насьональ. 27 февраля 2014 года в поединке против «Атлетико Вилья Сан-Карлос» Инсаурральде забил свой первый гол за «Спортиво Бельграно».
В начале 2016 года Кристиан подписал контракт с чилийским «О’Хиггинс». 15 января в матче против «Унион Ла-Калера» он дебютировал в чилийской Примере. 20 февраля в поединке против «Универсидад Католика» Инсаурральде забил свой первый гол за «О’Хиггинс».